# Aftermath (песня Tricky)
«Aftermath» — первый сингл британского музыканта Tricky, выпущенный 24 января 1994 года.

## Общие сведения
Версия «Aftermath» (Hip Hop Blues) позже вошла в дебютный альбом Maxinquaye. Ремикс «Aftermath» (I Could Be Looking For People Remix) был записан и спродюсирован Howie B совместно с Трики. «Aftermath» (Version 1 edit) является урезанной версией «Aftermath» (Hip Hop Blues).

## Список композиций
1. «Aftermath» (Version 1 edit) — 4:01
2. «Aftermath» (Hip Hop Blues) — 7:41
3. «Aftermath» (I Could Be Looking For People Remix) — 5:11
4. «Aftermath» (Version 1) — 5:01

## Комментарии

### Использованные цитаты
- Фраза «Let me tell you about my mother» (в переводе с англ. — «Сейчас я расскажу о своей матери»), звучащая в середине композиции, является репликой из кинофильма «Бегущий по лезвию». В фильме эти слова произносит репликант Леон Ковальски перед тем, как выстрелить в тестирующего его агента.
- Слова «How can I be sure / In a world that’s constantly changing» (в переводе с англ. — «Как я могу быть уверен / В мире, который постоянно изменяется?») заимствованы из песни «How Can I Be Sure» с альбома «Groovin'» американской рок-группы The Young Rascals.
- Звучащие в конце песни строки «Just when I thought I was winning / Just when I thought I could not be stopped» (в переводе с англ. — «Когда я думал, что победил / Когда казалось, меня ничто не остановит») заимствованы из песни «Ghosts» с альбома Tin Drum британской рок-группы Japan.

### Использованные семплы
- Марвин Гайе — «That’s The Way Love Is»[1]
- The Specials — «(Dawning Of A) New Era» (семпл использован в композиции «Aftermath» (Version 1))[1]

## Видеоклип «Aftermath»
Клип «Aftermath», как и все ранние видеоклипы Tricky, был срежиссирован Майком Липскомбом (Mike Lipscombe). Видеоряду, путём цветовой коррекции придан оттенок сепии. Помимо Трики и Мартины в клипе эпизодически появляется сидящая пожилая женщина, которая держит округлый аквариум на коленях.

### Сюжет
Какой-либо чёткой сюжетной линии в клипе не наблюдается. Действие клипа происходит в старом сумрачном жилище. Покачивающаяся лампочка периодически освещает Трики и Мартину, изображаемых крупным планом. В видеоряд вставлены непродолжительные пиротехнические эпизоды: сцена горящей ветоши, огни, вспышки. Пару раз в кадре появляется пробегающая крыса, а также сверчки, сидящие на проводе. Примерно в середине клипа можно увидеть  Трики и Мартину, сидящих вместе на ступенях и разговаривающих друг с другом.

## Участники
- Tricky — вокал, тексты, продюсер
- Мартина Топли-Бёрд — вокал
- Kevin Petrie — продюсер
- Howie B — продюсер («Aftermath» (I Could Be Looking For People Remix))
- Andy Earl — фото
- Cally on Makeshift Art Island — арт-дирекция, фото